# アンバランス (お笑いコンビ)
アンバランスは、太田プロダクションに所属していた大阪府寝屋川市出身の2人からなるお笑いコンビ。1992年デビュー、2024年解散。

## メンバー
- 黒川 忠文（くろかわ ただふみ、1972年10月15日（52歳） - ）

ボケ担当、立ち位置は向かって右。
血液型A型、愛称は「くろきん」。既婚で二女の父。2020年に次女から娘が生まれ、40代にして祖父となった。
コンビ解散後はピンで活動を継続する。
- 山本 英治（やまもと えいじ、1972年10月1日（52歳） - ）

ツッコミ・ネタ作り担当、立ち位置は向かって左。
旧姓・黒田（くろだ、小学5年まで）、血液型O型、愛称は「えいさん（えーさん）」、『こたえてちょーだい!』（フジテレビ）の再現ドラマに出演経験有り。2012年、100キロマラソン完走者。2009年8月に元モデルの女性と結婚したが、2014年12月24日に離婚していたことを発表。2018年8月再婚。2020年4月に名前の表記を栄治から英治に変えた。
コンビ解散とともに芸能界を引退した。

## 経歴
- 1992年にコンビ結成。『ゴールド・ラッシュ!』（フジテレビ）7代目チャンピオンとなったが[7]、同番組の第3回グランドチャンピオンになった後1年ほどはレッスンに充てられ、露出が無かった。その後ボキャブラブーム、『殿様のフェロモン』（フジテレビ）のレギュラー出演や雨上がり決死隊・あさりどとの合同ライブ『AAA』もあって多少知名度は上げたが、未だに前説を担当するなど目立った活躍は見せられなかった。山本は矢部浩之（ナインティナイン）主宰の「矢部会」で番頭を務めており、それが縁で出演する程度だった。
- 2001年に櫛引彩香と『電リク!BeatBox』（MXテレビ（現TOKYO MX））で山本が共演、黒川は電話で出演。
- 2006年6月29日の『クイズプレゼンバラエティー Qさま!!』（テレビ朝日）の企画「芸能界潜水No.1決定戦」に、競泳でインターハイ出場経験があり泳ぎに自信のある山本がエントリー。「チャンスはつかむもの!! アンバランスが売れますように!!」と意気込んで競技に挑み、「マーメイド秋山」こと秋山竜次（ロバート）の記録75mを遥かに超える90.7m（非公認ながら当時日本歴代4位に相当）の記録を叩き出し、存在感を見せつけた。
- 『ライオンのごきげんよう』（フジテレビ）の前説を務めていた。それを山本が『アメトーーク!』（テレビ朝日）へ出演時に話したことがあったが、「16年もやっているのに（番組自体には）一度も出演したことがない」という。なお、2012年2月29日を最後に前説を卒業した[8]。
- 2012年10月31日を以って20年間所属していた事務所・ぱれっとを円満退社[9]し、2013年2月4日付で太田プロダクションへ移籍した[10]。
- 以前は黒川がツッコミで山本がボケだったが22年目にして、心機一転ボケとツッコミを入れ替えたと2014年3月4日放送の『芸人報道』（日本テレビ）にて報告している。
- 2024年6月14日をもって解散。山本は芸能界を引退、黒川はピン芸人となる[4]。

## 逸話
- 『Qさま!!』スペシャルでダイナミックアプネア（潜水競技）の公式競技会に4回出場し最高100mまで進むも、4回中3回も気を失って浮上・失格という結果に終わった。残り1回はブラックアウトしなかったが「I'm OK」と言ってから手の形を作ったため失格にされ、公式記録は未だに無い。
- 『うたばん』（TBS）へ安室奈美恵が出演した際にゲスト枠で登場、その中の最年長コンビにも拘らず同期の安室から不合格を出され山本は「安室クン! 友達やと思ってた!」（実際は不明）と一喝するも逆に自分を追い込む形へと発展。安室までもが山本のためにギャグを披露するも最終的に何も出来ない自分に、「事務所の皆さん今までありがとうございました」と引退宣言をする場となった。
- 山本は矢部が東京進出して以来の友達であり、経歴にもある通り矢部が率いる「矢部会」の番頭を務めている。その会で第三者の矢部への失礼な態度に怒った山本が相手と言い争いになった事がある。その場は矢部が収めたものの、山本は矢部を侮辱された悔しさに泣いた。
- 一方で矢部への思い込みが強くなりすぎた山本は一方的に矢部と関係を断ちそのまま途絶えたが、2013年の『めちゃ×2イケてるッ!』（フジテレビ）で7年ぶりに再会し和解した。
- 『東京金歯(笑)』（BSフジ）へ出演した際、審査員の山城新伍からアマチュアだと思われた。
- 2008年4月10日放送の『アメトーーク!』で山本は念願だった華の昭和47年組へ初参加するが、このブッキングはゴールドラッシュ時代からの知り合いである辻稔カメラマンの推薦によるものだったことを知って感激し、番組中に涙ぐんだ。
- 「黒川の娘が学校でケンカをした」と黒川が呼び出された。理由を聞くと娘の同級生の男子が「将来はお笑い芸人になって売れる!」と豪語し、それに黒川の娘が「芸人さんは大変なんだよ! そんな簡単に売れるとか言っちゃダメなんだよ!」と言い返したためケンカに発展したという。担任の先生からは「しっかりした娘さんですね」と夫婦でほめられた。
- 黒川はつんく♂とプライベートで仲が良く、自宅で食事をする間柄。ある時つんく♂がコンビニへ行くことになり、黒川家も同伴。店内でつんく♂は黒川の娘がお菓子を欲しがるだろうと思い「何でも好きなもん、入れや」とかごを差し出したところ、娘はかごの中に米とポン酢とパスタを入れた（黒川曰く「日持ちする消耗品」）。それを見たつんく♂は黙って会計した。

## 出演
レギュラー番組
- 電リクBEATBOX（TOKYO MX、2001年）※MC
- パチロット情報局（テレビ埼玉、2008年10月1日 - ）※MC

その他の出演
- ゴールドラッシュ（フジテレビ）
- 湘南リバプール学院（フジテレビ）
- SWITCH LAUGHING（フジテレビ）
- 東京金歯(笑)（BSフジ）
- 爆笑オンエアバトル（NHK）- 戦績4勝5敗 最高437KB
- とぶくすり（フジテレビ）-「はばたけ!舞浜商科大学」
- 殿様のフェロモン（フジテレビ）- 殿フェロ軍団
- ボキャブラ天国（フジテレビ）- キャッチコピーは「シブヤ愚連隊」→「六本木系脳天気」
- Bella（名古屋テレビ）
- クイズプレゼンバラエティー Qさま!!（テレビ朝日）
- ゼベック・オンライン （TOKYO MX、2004年11月15日）
- アルテミッシュNIGHT（テレビ東京）
- アメトーーク!（テレビ朝日）
- めちゃ×2イケてるッ!（フジテレビ）- 山本が「矢部会」関係で出演
- 爆笑レッドカーペット（フジテレビ）- キャッチコピーは「生涯若手宣言」
- 踊る大捜査線（フジテレビ）湾岸警察署刑事課盗犯係刑事：山本
  - 踊る大捜査線 THE MOVIE3 ヤツらを解放せよ!
  - 踊る大捜査線 THE LAST TV サラリーマン刑事と最後の難事件
  - 踊る大捜査線 THE FINAL 新たなる希望
- 笑点（日本テレビ、2010年4月4日）
- 仮面ライダーオーズ/OOO（テレビ朝日、2010年11月21日）- 山本：目黒、黒川：マサジ役
- 『ぷっ』すま（テレビ朝日、2011年5月24日）-「オレコツ!オークション」
- 早見沙織のふり〜すたいる♪（超!A&G+、2011年10月4日）
- サタネプ☆ベストテン（TBSテレビ、2011年11月19日）
- リッチマン、プアウーマン 第10話（フジテレビ、2012年9月10日）松永秀人：山本
- ストライクTV（テレビ朝日、2013年11月11日）-「芸歴が20年近いのにまだ売れていない芸人の叫びSP!」
- 内村さまぁ～ず ＃185（配信、2014年5月26日 - 6月9日）-「超マジメなアンバランスを芸人として面白く再生してあげたい土田達!!」
- にちようチャップリン（テレビ東京）[11]

## 関連人物
- 小堺一機
- 矢部浩之
- 東貴博
- 土田晃之
- つんく♂